# Công ty Liên Thành

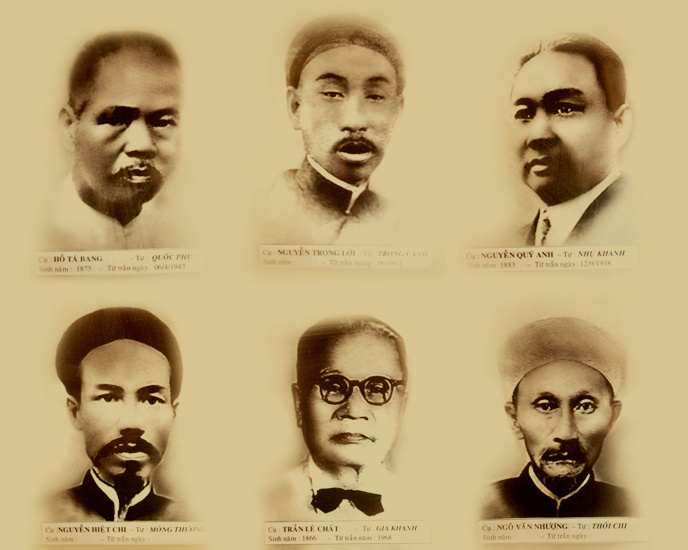
Sáu sáng lập viên của LTTQ: Hồ Tá Bang, Nguyễn Trọng Lợi, Nguyễn Quý Anh (hàng trên), Nguyễn Hiệt Chi, Trần Lệ Chất, Ngô Văn Nhượng (hàng dưới).

Liên Thành Thương Quán, tên đăng ký tiếng Pháp: Société de Lien Thanh, hay được biết với tên thông dụng là Công ty Liên Thành, là một tổ chức kinh doanh do các sĩ phu yêu nước ở Bình Thuận sáng lập vào năm 1906 để hưởng ứng phong trào Duy Tân do Phan Châu Trinh, Trần Quý Cáp và Huỳnh Thúc Kháng khởi xướng tại Trung Kỳ. Tên Liên Thành được lựa chọn với ngụ ý bảo tồn truyền thống, có ý nghĩa là thành hoa sen, nguyên là tên cũ của tỉnh Bình Thuận, xuất phát từ một hồ sen nằm ở quận Hoà Đa.
Trên phương diện lịch sử, Công ty Liên Thành đánh dấu sự hình thành của chủ nghĩa tư sản dân tộc ở Việt Nam, khởi nguồn từ tinh thần dân tộc rồi sau đó chuyển đổi sang tinh thần thực nghiệp Tây phương. Đây cũng là công ty Việt Nam có lịch sử tồn tại dài trên 100 năm và vẫn còn hoạt động cho đến tận ngày nay.

## Lịch sử ra đời và phát triển
Liên Thành Thương Quán ban đầu được Nguyễn Trọng Lội, Nguyễn Quý Anh (là hai con trai nhà thơ yêu nước Nguyễn Thông), Ngô Văn Nhượng, Hồ Tá Bang, Nguyễn Hiệt Chi, Trần Lệ Chất lập nên, nguyên đặt trụ sở Tổng cuộc ở làng Thành Đức, nay là di tích số 306 Trần Hưng Đạo, thành phố Phan Thiết, tỉnh Bình Thuận.
Tương ứng với cương lĩnh hành động 3 điểm "Khai dân trí - Chấn dân khí - Hậu dân sinh" của phong trào Duy Tân hồi bấy giờ, Liên Thành Thương Quán là một trong 3 tổ chức có các chức năng văn hoá - chính trị - kinh tế gắn liền nhau:
- Dục Thanh Học hiệu: được thành lập năm 1907, dạy cho con em người yêu nước và lao động nghèo theo nội dung yêu nước và tiến bộ.
- Liên Thành Thư xã: được thành lập năm 1905 để truyền bá các sách báo có nội dung yêu nước.
- Liên Thành Thương quán: được thành lập ngày 6 tháng 6 năm 1906 để làm kinh tế gây quỹ hoạt động, đồng thời tạo công ăn việc làm cho nhân dân.

Vào lúc đó, do các ngành nghề chính trong nền công nghiệp và nền thương mại của Đông Dương đều do tư bản Pháp và Hoa kiều lũng đoạn, nên Liên Thành Thương Quán lựa chọn sản xuất và kinh doanh nước mắm - là ngành nghề kinh doanh nhỏ, chưa nằm trong tay tư bản nước ngoài. Ngoài nước mắm, Liên Thành Thương Quán còn kinh doanh trong lĩnh vực dịch vụ khách sạn, buôn bán thuốc bắc, vải vóc ở thời gian trước năm 1922.
Trong thời gian ban đầu mới thành lập, nhờ có sự ủng hộ của những người có cảm tình với phong trào Duy Tân, cũng như viên công sứ Pháp tại Bình Thuận là Claude Leon Lucien Garnier có tư tưởng Dân quyền, nên Liên Thành có điều kiện phát triển trong vài năm đầu tiên. Năm 1909, Liên Thành Thương Quán thuê ngôi nhà số 1/2/3 Quai Testard và mở phân cuộc kinh doanh ở Sài Gòn. Năm 1911, Nguyễn Trọng Lợi qua đời, Hồ Tá Bang thay thế ở chức vụ Tổng lý - tức Giám đốc. Ông đã khéo léo xoay xở để đưa công ty vượt qua quãng thời gian khó khăn, lúc phong trào Duy Tân bị đàn áp và Liên Thành bị liên tục gây khó dễ.
Năm 1917, Nguyễn Quý Anh được bầu làm Tổng lý, còn Hồ Tá Bang đảm nhiệm Nghị trưởng (Chủ tịch Hội đồng Quản trị) và chính thức dời Tổng cuộc vào Chợ Lớn, lại mua thêm một lô đất ở Khánh Hội xây vựa chứa nước mắm. Lúc này, vốn của Công ty đã lên đến 93'200 đồng bạc Đông Dương. Đến năm 1919, Nguyễn Quý Anh giao lại trách nhiệm Tổng lý cho Trần Lệ Chất, và Trần Lệ Chất đã tiếp tục đưa Liên Thành sang một thời kỳ phát triển rực rỡ.
Năm 1922, công ty xây dựng trụ sở ở Khánh Hội và dời Tổng cuộc từ Chợ Lớn về đây. Trong cùng năm, nước mắm Liên Thành tham gia đấu xảo ở Marseille, Pháp và tạo ra tiếng vang lớn. Từ sau đó, công ty Liên Thành dần mở rộng mạng lưới gồm các phân cuộc ở tỉnh lỵ Phan Thiết, Phú Hài (Phan Thiết), Mũi Né, Hưng Long (Phan Thiết), Phan Rí, Hội An, với địa bàn phân phối nước mắm ở nhiều tỉnh miền Trung và miền Nam, phủ qua cả Campuchia và cả ở châu Âu.

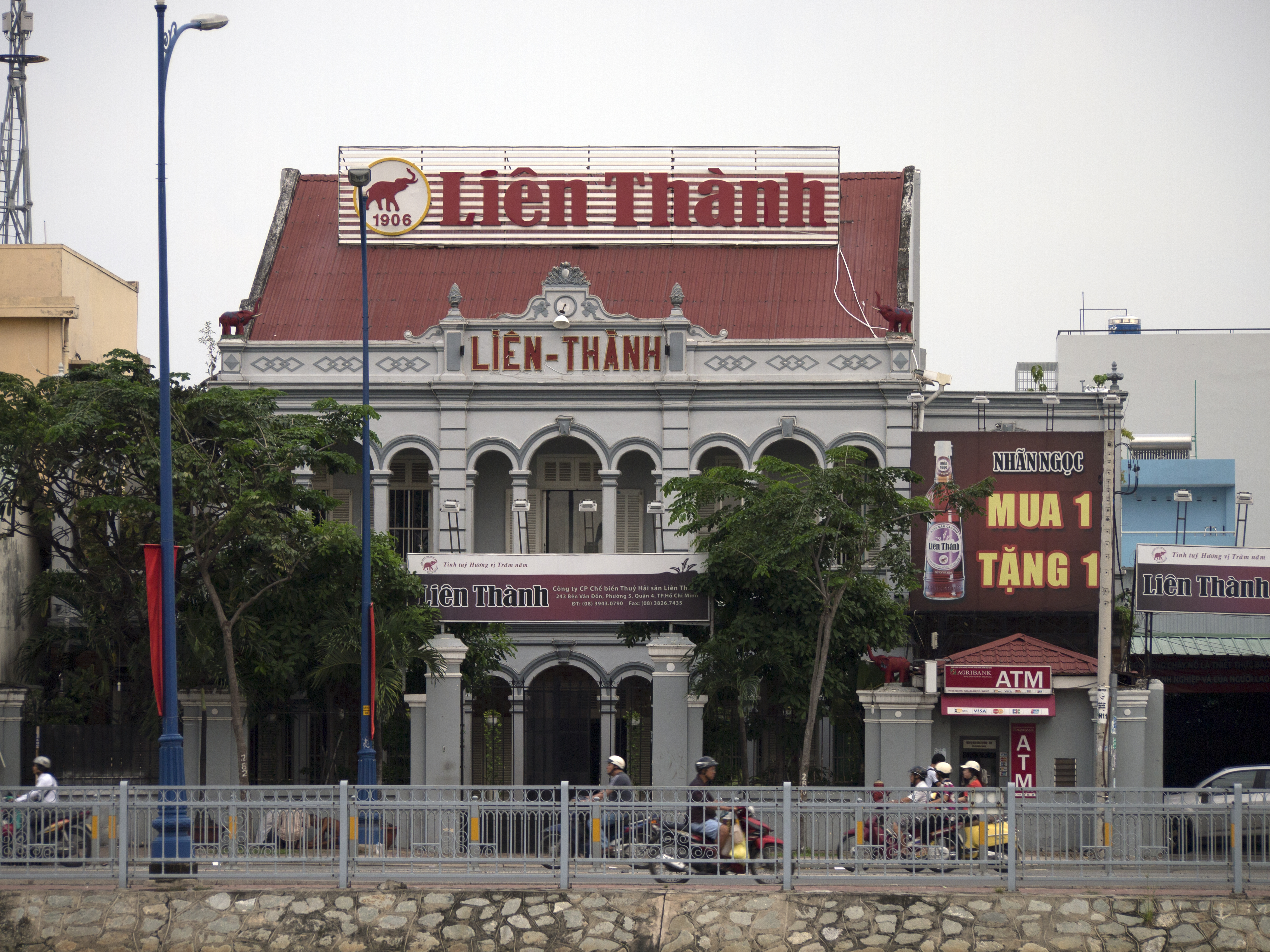
Trụ sở công ty Liên Thành ở đường Bến Vân Đồn, quận 4, Tp. Hồ Chí Minh.

Năm 1960, Liên Thành xây dựng một nhà máy sản xuất phân bón không mùi từ xác cá tại Phú Hài, Phan Thiết. Trong ngành sản xuất nước mắm, đây là một phát kiến quan trọng để tận thu phế phẩm. Sản phẩm phân bón Phú Hài nhanh chóng được các nhà vườn Đà Lạt chấp nhận tiêu thụ.
Sau khi Trần Lệ Chất mất năm 1969, ông Huỳnh Văn Dậu giữ trách nhiệm Chủ tịch Hội đồng Quản trị cho đến khi ông đồng ý hiến công ty cho Nhà nước vào năm 1979 với điều kiện là giữ lại tên Liên Thành cùng với bàn thờ 6 cụ tổ sáng lập. Công ty cũng thực hiện việc chi trả cổ tức và cổ phần cho các cổ đông cũ trước khi chuyển sang sở hữu nhà nước.
Sau khi được quốc hữu hoá, các phân cuộc của Liên Thành ở các tỉnh được chuyển đổi thành các cơ sở nước mắm quốc doanh ở địa phương, nhà máy phân bón Phú Hài chuyển thành Xí Nghiệp Quốc doanh Phân bón Phú Hài, còn cơ sở chính của Liên Thành ở Sài Gòn được gộp chung với 9 doanh nghiệp sản xuất nước mắm tư nhân trên địa bàn thành Xí nghiệp Quốc doanh nước mắm Liên Thành, đến năm 1990 thì đổi thành Xí nghiệp Chế biến Thủy hải sản Liên Thành. Năm 2001, theo chủ trương của Nhà nước, Xí nghiệp Chế biến Thủy hải sản Liên Thành được cổ phần hoá và sau đó đổi tên thành Công ty Cổ phần Chế biến Thủy hải sản Liên Thành cho đến ngày nay.

## Liên Thành Thương Quán - Dấu ấn lịch sử
Liên Thành Thương Quán đã giúp đỡ Nguyễn Tất Thành - tức Chủ tịch Hồ Chí Minh - trong quá trình từ Phan Thiết vào Sài Gòn và lên tàu ra nước ngoài. Năm 1911, Nguyễn Tất Thành được ông Hồ Tá Bang, Trần Lệ Chất giúp đỡ từ Phan Thiết vào Sài Gòn với giấy thông hành tên Văn Ba, đồng thời bố trí cho Nguyễn Tất Thành ở lại ở trụ sở phân cuộc Chợ Lớn ở 1/2/3 Quai Testard. Ngôi nhà này nay là Di tích Lịch sử Nguyễn Tất Thành ở số 5 Châu Văn Liêm, Quận 5, thành phố Hồ Chí Minh. Ngoài ra, Liên Thành Thương Quán còn hỗ trợ tài chính cho Nguyễn Tất Thành trước khi lên tàu sang Pháp.
Trong thời gian từ khi sáng lập đến năm 1975, Công ty Liên Thành được ghi nhận đã có nhiều đóng góp tài chính cho phong trào Duy Tân, phong trào Đông Du, Mặt trận Việt Nam Độc lập Đồng minh (Việt Minh) và Mặt trận Dân tộc Giải phóng Miền Nam Việt Nam.